# سراج مسعود الدين
سراج مسعود الدين هو ملاكم باكستاني، مثّل بلاده في الألعاب الأولمبية الصيفية 1976.

## روابط خارجية
سراج مسعود الدين على موقع أوليمبيديا (الإنجليزية)